# From Beale Street to Oblivion
From Beale Street to Oblivion – ósmy album zespołu Clutch, wydany w marcu 2007 roku. Album został wyprodukowany przez Joe Barresiego (współpracował m.in. z  The Melvins, Kyuss, Queens of the Stone Age i Isis) i wydany pod szyldem wytwórni DRT Entertainment.
Tytuł albumu pochodzi od fragmentu tekstu piosenki "The Devil & Me" i pochodzi od nazwy ulicy Beale Street w Memphis, Tennessee. Piosenka "One Eye Dollar" jest przeróbką z płyty Jam Room. Utwór "Electric Worry" jest częściowym coverem standardu bluesowego "Fred's Worried Life Blues" w wykonaniu Freda McDowella. Reedycja albumu została wydana 20 lipca 2010.

## Lista utworów
Wydanie pierwsze
| 1 .  | You Can't Stop Progress   | 02:40 |
|      |                           |       |
| 2 .  | Power Player              | 03:06 |
|      |                           |       |
| 3 .  | The Devil & Me            | 03:57 |
|      |                           |       |
| 4 .  | White's Ferry             | 05:24 |
|      |                           |       |
| 5 .  | Child of the City         | 03:53 |
|      |                           |       |
| 6 .  | Electric Worry            | 05:14 |
|      |                           |       |
| 7 .  | One Eye Dollar            | 01:23 |
|      |                           |       |
| 8 .  | Rapture of Riddley Walker | 04:09 |
|      |                           |       |
| 9 .  | When Vegans Attack        | 04:56 |
|      |                           |       |
| 10 . | Opossum Minister          | 04:28 |
|      |                           |       |
| 11 . | Black Umbrella            | 04:05 |
|      |                           |       |
| 12 . | Mr. Shiny Cadillackness   | 05:11 |
|      |                           |       |
|      |                           | 48:26 |
|      |                           |       |
Dodatkowa płyta z reedycji:		
| 1 . | Politician              | 04:25 |
|     |                         |       |
| 2 . | Electric Worry          | 05:16 |
|     |                         |       |
| 3 . | One Eye Dollar          | 01:22 |
|     |                         |       |
| 4 . | Mr. Shiny Cadillackness | 05:05 |
|     |                         |       |
| 5 . | Cypress Grove           | 04:27 |
|     |                         |       |
| 6 . | The Devil & Me          | 03:47 |
|     |                         |       |
| 7 . | Child of the City       | 03:32 |
|     |                         |       |
| 8 . | You Gonna Wreck my Life | 05:20 |
|     |                         |       |
| 9 . | White's Ferry           | 05:42 |
|     |                         |       |
|     |                         | 38:56 |
|     |                         |       |

## Udział przy tworzeniu
- Neil Fallon – wokalista, gitara elektryczna, perkusja
- Tim Sult – gitary
- Mick Schauer – Hammond B3, pianino
- Jean Paul Gaster – bębny, perkusja
- Dan Maines – gitara basowa
- "Evil" Joe Barresi – produkcja, nagrywanie, miksowanie
- Pete Martinez – technik
- Glen Pittman – asystent technika

## Pozycje na listach
Album
| Rok  | Lista                  | Pozycja |
| ---- | ---------------------- | ------- |
| 2007 | The Billboard 200      | #52     |
| 2007 | Top Independent Albums | #4      |

Single
| Rok  | Utwór            | Lista                  | Pozycja |
| ---- | ---------------- | ---------------------- | ------- |
| 2007 | "Electric Worry" | Mainstream Rock Tracks | #38     |